# Raphiscopa invenusta
Raphiscopa invenusta là một loài bướm đêm trong họ Noctuidae.